# Запорожець Владислав Олександрович
Владислав Олександрович Запорожець (1999—2025) — майор Збройних сил України, учасник російсько-української війни.

## Життєпис
Закінчив Сумську школу №10, пізніше навчався у кадетському корпусі імені І.Г.Харитоненка після закінчення якого продовжив навчання у військовій академії в Одесі. В збройних силах 2021 року.
Брав активну участь у боях поблизу Лимана та боях за Мар'їнку. З травня 2024 року воював на Курахівському напрямку. Був командиром батальйону у 79-й окремій десантно-штурмовій бригаді.
Загинув 30 січня 2025 року в Донецькій області.

## Нагороди
- Орден Богдана Хмельницького I ступеня (21 березня 2025, посмертно) — за особисту мужність, виявлену у захисті державного суверенітету та територіальної цілісності України, самовіддане виконання військового обов'язку[4].
- Орден Богдана Хмельницького II ступеня (6 грудня 2024) — за особисту мужність, виявлену у захисті державного суверенітету та територіальної цілісності України, самовіддане виконання військового обов'язку[5].
- Орден Богдана Хмельницького III ступеня (28 травня 2022) — за особисту мужність і самовіддані дії, виявлені у захисті державного суверенітету та територіальної цілісності України, вірність військовій присязі[6].